# Nosocice
Osiedle Nosocice w Głogowie – dzielnica mieszkaniowa na terenie miasta Głogów od 1984 roku, która pierwotnie stanowiła przedmieście. Charakteryzuje się zabudową jednorodzinną. Na terenie osiedla znajduje się cmentarz komunalny.
W latach 1945–54 siedziba gminy Nosocice, następnie do 1964 roku siedziba gromady Nosocice, po przeniesieniu siedziby gromady i zmianie nazwy, w gromadzie Krzepów.

## Historia
Z uwagi na katastrofalne zniszczenia Głogowa po oblężeniu w 1945 i brak odpowiednich budynków w mieście, w Nosocicach znajdowała się do 10 czerwca 1945 siedziba władz powiatu głogowskiego, która następnie przeniosła się do Sławy. Na miejscu pozostał jednak referat osadnictwa.

## Edukacja
- Szkoła Podstawowa nr 13 im. Orląt Lwowskich

## Granice osiedla
Północ – Fabryczna

Południe – Krzepów

Wschód – Gmina Głogów

Zachód – Żarków